# Крымская правда
«Крымская правда» — общественно-политическая крымская газета, издаётся с 1918 года. Ранее выходила под названиями «Таврическая правда», «Красный Крым». На начало 2018 года тираж — 23 тысячи экземпляров. Главный редактор — Михаил Бахарев.

## История
Под названием «Таврическая правда» газета впервые вышла 6 февраля (24 января по старому стилю) 1918 года в Севастополе, последний номер под этим названием вышел 29 апреля 1918 года. В редколлегию входили Дмитрий Ульянов, Юрий Гавен, Владислав Кобылянский.
С 17 ноября 1920 года газета выходила под названием «Красный Крым», первый номер вышел в Симферополе. Главным редактором стал П. И. Новицкий.
В 1921 году издаётся "Страничка молодежи" как приложение газеты "Красный Крым" (газета "Крымский комсомолец" начала издаваться в 1933 году).
В 1930-е годы тираж газеты достиг двадцати тысяч экземпляров.

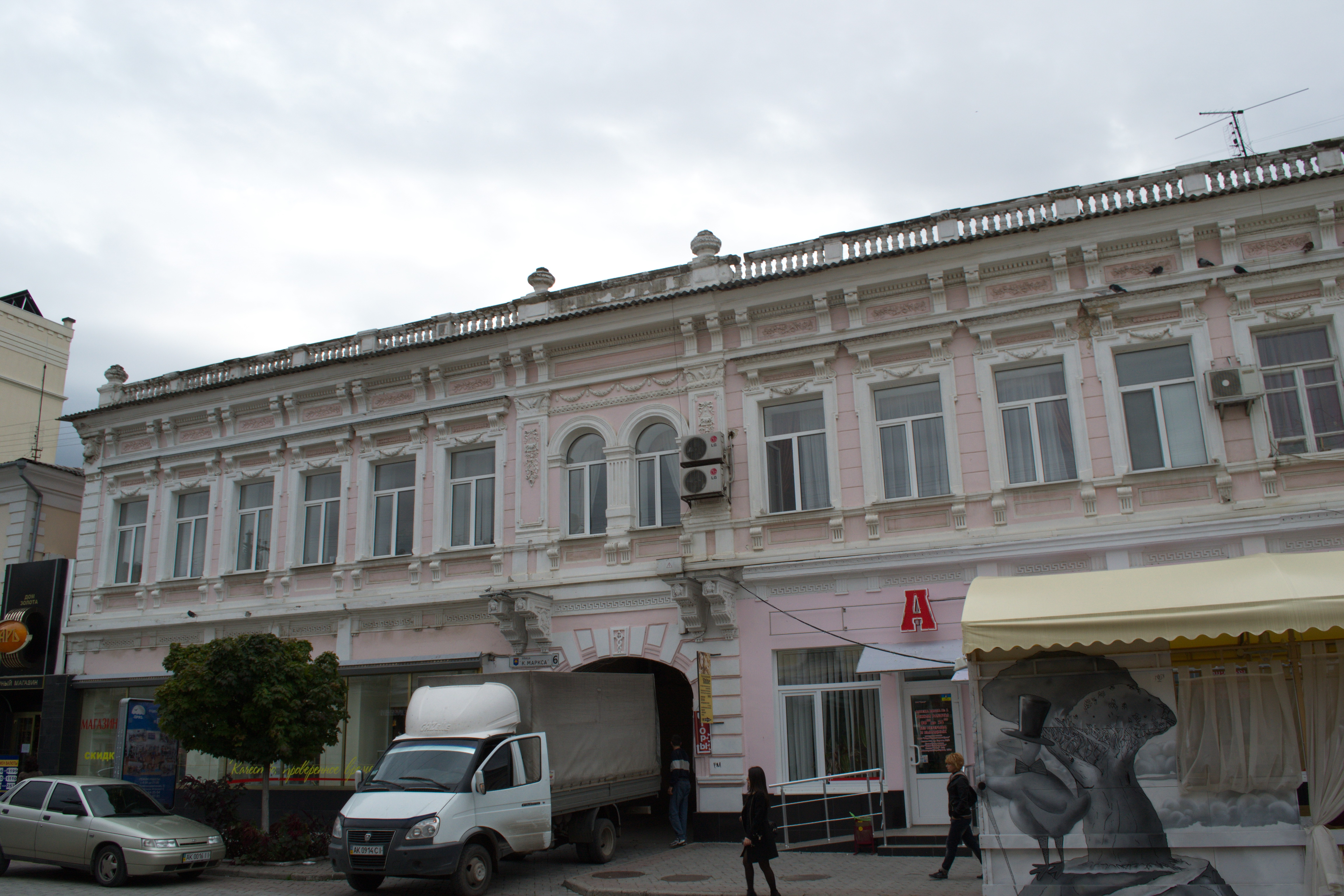
Дом Попе, 2013 год

С 1920-х по 1950-е годы редакция газеты располагалась в доходном доме Фридриха Попе (современная улица Карла Маркса, 6).
Во время Великой Отечественной войны газета продолжала издаваться. С 14 апреля 1942 года редакция переместилась в Керчь. После поражения советских войск в Крыму редакцию эвакуировали на Северный Кавказ. В 1943 году главный редактор газеты Евгений Степанов, художник Эммануил Грабовецкий и сотрудник типографии Сева Лаганбашев были командированы в партизанский отряд, где наладили выпуск листовок. В апреле 1944 года газета вернулась в Крым вместе с наступающими советскими войсками. В напоминание о работе газеты в годы войны в кабинете главного редактора висит картина Н. Бута «Партизанский хлеб».
С мая 1944 и до своего ареста по Ленинградскому делу в августе 1949 года газету возглавлял Л. М. Скрипченко.
С 18 января 1952 года газета получила название «Крымская правда». С 1959 по 1968 год выходила на украинском языке. В 1963 году заместителем главного редактора, а 1965 году — главным редактором газеты стал В. А. Бобашинский, возглавлявший её 30 лет до 1995 года, а затем ещё 11 лет работавший заместителем главреда. В 1978 году ежедневный тираж газеты составил 260 тысяч экземпляров.
До 1991 года газета являлась печатным органом губернского, областного, а затем, республиканского комитета Коммунистической партии, после стала общественно-политической независимой газетой. Газета занимала пророссийскую позицию, выступая с критикой действий украинского правительства.
В 2006—2010 годах главным редактором был К. М. Бахарев. 1 марта 2007 года вышел первый полноцветный номер. На 2015 год газета издаётся 5 раз в неделю тиражом более 30 тысяч экземпляров.

## Позиция и критика
Редакция «Крымской правды» с 1991 года занимала пророссийскую позицию. Сама газета позиционировала себя как «независимая русская газета Украины». Газета являлась рупором Республиканского движения Крыма (лидер — Юрий Мешков). Журналисты издания выступали против оранжевой революции (2004—2004), Евромайдана (2013—2014) и поддерживали аннексию Крыма Россией (2014). Газету многократно критиковали за публикации разжигающие межэтническую ненависть, использование языка вражды, за антиукраинские, антитатарские и антиисламские материалы. Издание использовало такие выражения как «хохлы» и «ляхи».
В 1997 году депутат Верховной рады Павел Мовчан обратился к Премьер-министру Украины Валерию Пустовойтенко с требованием прекратить издание «Крымской правды» из-за статьи «Украинский сепаратизм». Мовчан назвал газету прокоммунистической, пророссийской и антиукраинской.
В 1998 году, после заявления главного редактора Михаила Бахарева о том, что «украинский язык это язык черни», прокуратура вынесла предупреждения о недопустимости таких высказываний. В 2001 году Бахарев в статье «Мы вернемся к тебе, Родина!» заявил, что украинцев не существует, украинцы являются частью русского народа и говорят на диалекте русского языка. В связи с этим на него был подан иск в суд Центрального района Симферополя Крымской организацией УНР с требованием напечатать в газете опровержение данной информации.
Редакция «Крымской правды» поддерживала кандидатуру Валерия Ермака на выборах городского головы Симферополя 2002 года.
Заместитель председателя Верховного Совета Крыма Ильми Умеров в 2004 году обвинил «Крымскую правду» в манипуляции общественным мнением и разжиганием межнациональной розни. Также, в 2004 году Комиссия по журналистской этике заявила, что данное издание не соблюдает этический кодекс украинского журналиста, за публикацию статьей «Меджлисовцев — к ответу!», «Сохраняйте бдительность, славяне!» «Украинствующие и малороссы». Комиссия обвинила редакцию в разжигании межнациональной розни, выдаче мнений за факты, отсутствии другой точки зрения и баланса информации.
В отчёте ОБСЕ о правах человека за 2005 год «Крымская правда» подверглась критике за антитатарские статьи «Террористы Меджлиса творят зверства, а крымские власти бездействуют», «Народ некому защитить», «Сталин заслуживает благодарности и крымских татар». В 2006 году издание «Крымская светлица» обвинила «Крымскую правду» в шовинизме за статью «„Украйна“ не Россия, „Украйна“ это болезнь».
Статья Натальи Астаховой «Принесённые ветром» (2008) подверглась критике за антитатарскую и антиисламскую позицию. Астахова по отношению к крымским татарам пишет: «Скажите на милость, осталось ли хоть что-то в этом несчастном, замордованном вами Крыму, над чем бы вы не надругались? Земля, море, вино, горы, сады, виноградники, города, сёла — всё подёрнуто паутиной ваших притязаний, всё либо разорено-разворовано, либо облито нечистотами ваших помыслов. Осталось разве что небо. И то заходится в нём крик муэдзина, перекрывая все прочие звуки ранее мирной жизни». В 2010 году состоялся судебный процесс по иску общественной организации «Бизим Къырым» к Астаховой о опровержении информации в её статье. Центральный районный суд Симферополя отказал в удовлетворении иска к Наталье Астаховой.
Спустя две недели, после выхода статьи Астаховой, журналистка Юлия Вербицкая опубликовала статью «В логове „бандерлогов“», где заявила, что у «Галиции и Крыма общего немного». В 2008 году российский политолог Андрей Окара дал Вербицкой интервью о последствиях косовского конфликта, которое в итоге не вышло на страницах издания.
В феврале 2013 года депутат Верховной рады от партии «Свобода» Эдуард Леонов обратился к Генеральному прокурору Украины Виктору Пшонке, после публикаций материалов «С хохлами каши не сваришь» (о выделении земли крымским татарам) и «Бесславные ублюдки живут лучше героев» (о льготах для ветеранов УПА), с требованием принять меры для привлечения виновных лиц к ответственности и прекращением проявлений «украиноненависничества и разжигание межнациональной розни».
В статье «Не в силе Бог, а в Правде» (2014) «Крымская правда» разместила фотографии лидеров ДНР и ЛНР Болотова, Губарева, Пономарёва и Пушилина с подписью «Ребята, мы вами гордимся, бейте фашистских гадов!». Фотографии украинских политиков Турчинова, Ляшко, Коломойского и Яценюка журналисты подписали: «Посмотрите на эту мразь. Вверху — лица, а это — рожи». Текст статьи оканчивался фразой: «Мы хотим, чтоб вы все подохли, чтоб вы все передохли, твари!». Спустя три недели вышла статья «„Узбіччя“ уже достали!», где Надежда Валуева пишет: «Ну скажите, Бога ради, сколько можно терпеть последствия почти четвертьвековой украинизации?! Как же режет глаз табличка „Сімферополь“ на въезде в город, который, как и все, стал российским после проведения референдума 16 марта! Почему нельзя убрать знаки с надписями „Дякуэмо за чистi узбіччя“ на автодорогах, сколько можно „дякувати“, а не благодарить? Почему мы должны у себя дома всё это терпеть?»
В июне 2017 года Министерство информационной политики Украины внесло сайт издания в список запрещённых.
С 8 апреля 2022 года на титульной странице газеты помещена сложенная из георгиевской ленты буква Z.

## Сотрудники
Во время войны на фронте погибли сотрудники газеты: Михаил Муцит (автор первой военной корреспонденции газеты от 23 июня 1941 года «Вставай, страна огромная!» о первой немецкой бомбардировке Севастополя.), Э. Бендицкий, Л. Нун, М. Соловьев, Н. Мальцев, И. Сухиненко, Л. Чудаков, М. Кальвари, И. Блох, Н. Литвинов, Е. Певзнер, М. Сокольский.
В газете публиковались Юлиан Семёнов и его дочь Ольга Семёнова. В газете работает писатель Наталья Астахова. Сотрудником «Крымской правды» был историк и журналист, участник раскопок на Мангупе Владислав Рябчиков (1972—2000).

### Главные редактора
- Новицкий, Павел Иванович (1920-1922)
- Шпаер, Аркадий Львович (1923-1927)
- Степанов, Евгений Петрович (1943-1944)
- Скрипченко, Лев Михайлович (июль 1944-август 1949)
- Курьянов, Михаил Сергеевич (сентябрь 1951-апрель 1954)
- Клязника, Владимир Егорович (6 октября 1956 - 12 марта 1965)
- Бобашинский, Владимир Александрович (март 1965-1985)
- Бахарев, Михаил Алексеевич (апрель 1995-май 2006)
- Бахарев, Константин Михайлович (май 2006-ноябрь 2010)
- Бахарев, Михаил Алексеевич (ноябрь 2010-н.в.)

## Награды и признание

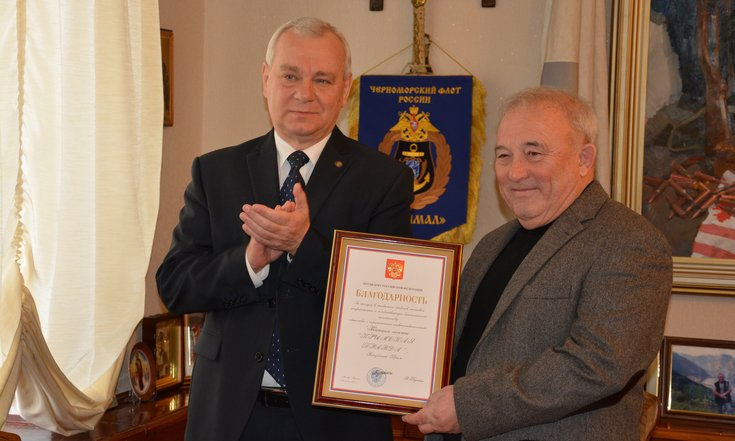
Церемония вручения коллективу газеты «Крымская правда» Благодарности Президента РФ

В 1928 году погиб от рук кулаков сельский корреспондент газеты Фёдор Приходько. Его родное село Илларионовка, разрушенное немецкими войсками, при восстановлении назвали Фёдоровка.
Газета награждена медалью «За оборону Севастополя» (1960). В 1968 году газета награждена орденом Трудового Красного Знамени «за плодотворную работу по коммунистическому воспитанию трудящихся Крымской области, мобилизации их на выполнение задач хозяйственного и культурного строительства и в связи с 50-летием со дня выхода первого номера». В 1995 году — юбилейной медалью «50 лет Победы».
В Симферополе есть улица имени газеты (бывшая ул. Оранжерейная, переименована в 1998 году в канун 80-летия газеты). Четыре улицы в Симферополе названы в честь людей, участвовавших в подготовке её первого номера в 1918 году. 5 мая 1985 — в сороковую годовщину Великой Победы у здания редакции установлен памятник фронтовым журналистам и полиграфистам Крыма.
В феврале 2008 года, в связи с 90-летием газеты, двое журналистов получили почётную грамоту Совета министров АРК.
15 июня 2009 года газета была награждена Почётной грамотой Правительства Российской Федерации за большой вклад в сохранение русского языка и культуры, развитие единого  мирового русскоязычного информационного пространства, поддержание и укрепление гуманитарных связей с соотечественниками за рубежом.
В 2016 году газета получила благодарность президента России «за заслуги в развитии средств массовой информации и плодотворную деятельность».
В 2018 году, к столетию газеты, главному редактору Михаилу Бахареву была вручена медаль Министерства обороны России «За возвращение Крыма» (по статусу ею не могут быть награждены коллективы). Решением Бахарева изображение медали было помещено на титульной странице газеты.